# Маточна тръба
Маточната тръба (също фалопиева тръба, яйцепровод) (tuba uterina, falloppii, salpinx, oviductus) е чифтен орган и у полово зрелите жени има нееднаква дължина – средно около 12 см. Тя изхожда от рога на матката отляво и отдясно, над мястото на прикрепянето на chorda uteroinguinalis (lig. rotundum) и chorda uteroovarica (lig. ovarii proprium), след което се насочва латерално. Лежи в горния край на plica lata (lig. latum). Разположената под тръбата горна част от широката връзка се нарича mesosalpinx.
На тръбата се различават три части:
1. Pars intestinalis (uterina) tubae – протича в стената на маточното тяло и се отваря в маточната кухина с фуниевидно отвърстие.
2. Pars isthmica – съседната с рога на матката част, има дължина около 3 – 6 см, навън се разширява и минава без строга граница.
3. Pars ampullaris (ampulla tubae) – има дължина 6 – 8 см, завършва с широк фуниевиден участък (infundibulum tubae), чийто ръб е нарязан от многобройни тесни назъбени ресни – fimbrae tubae, които са разположени като чашка върху яйчника, а в дълбочината между тях се открива абдоминалният отвор на тръбата.

Стената на тръбата има три слоя:
1. Мукозата образува в интерстициалната част ниски, а към истмуса и ампулата все по-високи и по-многобройни гънки (plicae tubae). Последните преминават незабелязано във фимбриите. Епителът е еднослоен, цилиндричен и е снабден с ресни, които се движат в посока към матката. Това движение на ресните благоприятства придвижването на яйцеклетката към матката.
2. Мускулатурата се състои от гладки мускулни влакна, разположени в три слоя: в най-вътрешния слой до лигавицата мускулните влакна са разположени надлъжно, в средния слой те са разположени циркулярно, а в най-външния – пак надлъжно.
3. Серозата обвива тръбата отвън и представлява горния край на широката връзка.

У възрастните жени с нормално развити полови органи тръбите са по-прави, докато у девойките те са извити зигзагообразно.